# 石原道博
石原 道博（いしはら みちひろ、1910年10月27日 - 2010年5月30日）は、日本の東洋史学者、茨城大学名誉教授。

## 経歴
1910年、生まれ。東京帝国大学で学び、卒業。
戦後、茨城大学助教授となり、後に教授昇格。1958年、学位論文『日明交渉史の新研究』を東京教育大学に提出して文学博士号を取得。1976年に茨城大学を定年退職した。
2010年5月30日、老衰のため死去。従六位から正四位に進階。

## 受賞・栄典
- 1983年：勲三等旭日中綬章受章[5]。
- 2010年：正四位

## 研究内容・業績
専門は中国近世史。日本と大陸の交流史に主眼を置いた著作が多い。『魏志倭人伝』など中国で書かれた日本に関する歴史書の翻訳・注釈で知られている。

## 著作
著書
- 『鄭成功』三省堂(東洋文化叢刊) 1942
- 『東亜史襍攷』生活社 1944
- 『明末清初日本乞師の研究』冨山房 1945
- 『国姓爺』吉川弘文館(人物叢書) 1959
- 『朱舜水』吉川弘文館(人物叢書) 1961
- 『文禄・慶長の役』塙書房(塙選書) 1963
- 『倭寇』吉川弘文館(日本歴史叢書) 1964
  - 新版 1996年

著作集
- 『米寿記念 石原道博選集』国書刊行会、1998

訳校注
- 『魏志倭人伝・後漢書倭伝・宋書倭国伝・隋書倭国伝』和田清共編訳、岩波文庫 1951
  - 単独改訳版 1985年
- 『旧唐書倭国日本伝・宋史日本伝・元史日本伝』和田清共編訳 岩波文庫 1956
  - 単独改訳版 1986年
- 『訳註 中国正史日本伝』国書刊行会 1975